# Ciliata septentrionalis
A Ciliata septentrionalis a csontos halak (Osteichthyes) főosztályának a sugarasúszójú halak (Actinopterygii) osztályába, ezen belül a tőkehalalakúak (Gadiformes) rendjébe és a Lotidae családjába tartozó faj.

## Előfordulása
A Ciliata septentrionalis elterjedési területe az Atlanti-óceán északkeleti része, a Brit-szigetektől kezdve Európa nyugati partján keresztül Észak-Norvégiáig. Izland és Feröer vizeiben is megtalálható.

## Megjelenése
Ez a hal legfeljebb 20 centiméter hosszú. Feje, testéhez viszonyítva nagy. A felső ajkán három pár, dagadt, kis tapogatószál van. Ezek mellett az alsó ajkán egy, míg a pofáján négy hosszabb tapogatószál található.

## Életmódja
A Ciliata septentrionalis mérsékelt övi, főleg tengeri hal, de a brakkvízben is megél. 10-90 méteres mélységekben él, azonban általában csak 10-50 méteres mélységekben tartózkodik. A homokos és iszapos tengerfenéket kedveli, ahol tízlábú rákokra, Homarus-fajokra, hasadtlábú rákokra (Mysida) és soksertéjűekre vadászik.

## Szaporodása
Az ikráit a tengerenék mélyebb pontjaira rakja le.

## Felhasználása
Ennek a halnak van halászati értéke.